# Алгабас (Кегенский район)
Алгабас (каз. Алғабас) — село в Кегенском районе Алматинской области Казахстана. Административный центр Алгабасского сельского округа. Код КАТО — 195833100.

## Население
В 1999 году население села составляло 616 человек (301 мужчина и 315 женщин). По данным переписи 2009 года, в селе проживал 631 человек (308 мужчин и 323 женщины).